# Semiothisa biparata
Semiothisa biparata är en fjärilsart som beskrevs av Lederer 1853. Semiothisa biparata ingår i släktet Semiothisa och familjen mätare. Inga underarter finns listade i Catalogue of Life.